# 髙澤忠順
髙澤 忠順（たかざわ ただより、享保17年（1732年） - 寛政11年1月7日（1799年2月11日））は、加賀藩士、農政家。

## 人物
父・勘太夫から450石を相続。御馬廻組に列した加賀藩士（平士）。諱は菊忠（きくただ）、後に忠順。仮名は平次右衛門。号は鶴鳴。

## 生涯
加賀藩の財政困窮の時期に能州郡奉行、改作奉行を務める。
天明5年（1785年）、加賀藩主前田重教の財政策を批判し、翌年まで閉門に処された。
寛政4年（1792年）、再び加州郡奉行に登用されると、寛政6年（1794年）には物頭並に昇進。御作事方御用を務め、改作所に所蔵されていた農村法令を整理して『改作所旧記』（別名『高沢録』）を完成させる。
3代藩主・前田利常の改作仕法と、名君として名高い5代藩主前田綱紀による改作法体制確立の経緯を跡づけ、藩政の根本となる改作仕法の再興を説いた。

## 著作
- 改作所旧記
- 改作枢要記録
- 鶴鳴記録
- 老婆鮒の煮物